# یواس‌آرسی توماس کوروین (۱۸۷۶)
یواس‌آرسی توماس کوروین (۱۸۷۶) (به انگلیسی: USRC Thomas Corwin (1876)) یک کشتی بود که طول آن 140'7" بود. این کشتی در سال ۱۸۷۶ ساخته شد.